# Tundersleben
Tundersleben ist ein Ortsteil der Gemeinde Hohe Börde im Landkreis Börde in Sachsen-Anhalt.

## Geographie
Der Ort liegt etwa 25 Kilometer westlich der Landeshauptstadt Magdeburg in der Magdeburger Börde.

## Geschichte
Anfang des 11. Jahrhunderts wurde Tundersleve erstmals erwähnt. Der Ortsname stammt von dem Personennamen Tunder und die Endung -leben bedeutet: „Hinterlassenschaft, Erbe“.
Tundersleben war im Mittelalter ein Landgut der Grafen von Walbeck, die es 1008 dem Hochstift Merseburg schenkten. Diese gaben das Gut 1234 an das Kloster Berge bei Magdeburg. Beide, Hochstift und Kloster gaben das Gut der adeligen Familie von Tundersleben zu Lehen, wie im Jahre 1211 Lutwardus de Tundersleve (Ministeriale des Wilhelm von Lüneburg) oder 1316 Albertus de Tundersleve (Domherr zu Halberstadt). Nach deren Ableben gehörte das nun zum Dorf gewachsene Tundersleben zur Vogtei Alvensleben und wurde mit Familien aus der Ritterschaft belehnt. Im Jahre 1311 bekamen die reichsfreien Edelherren von Meinersen den Zehnt von 13 Hufen als Lehen der Bischöfe von Halberstadt. 1345 wurden die von Alvensleben mit einem Hof und dem Vorwerk belehnt. Weitere Lehnsnehmer im Ort waren die von Berwinkel, von Eichenbarleben und von Groppendorf.
Im Jahre 1442 kamen Dorf und Kirche mit Patronat an das Kloster Mariental bei Helmstedt. Im gleichen Jahr vermachten die Vettern Georg und Hildebrand von Berwinkel dem Kloster einen 500 Morgen großen Acker in der Tundersleber Mark. Als Georg von Berwinkel 1469 starb, soll er in der Kirche von Tundersleben begraben worden sein. Die Vogtei Alvensleben nahm 1479 das nun wüste Dorf in Besitz. Später wieder bewohnt wurden Dorf und Kirche aber im Dreißigjährigen Krieg zerstört. Die Tundersleber Äcker waren 1705 an die Gemeinde Nordgermersleben verpachtet. Nach dem Wiederaufbau von Tundersleben gab es 1747 wieder ein Vorwerk, eine Schäferei mit Wohnungen, eine Windmühle und einen Dorfkrug. 1818 gab es 13 Wohnhäuser und 128 Einwohner.
Am 30. September 1928 wurde der Gutsbezirk Tundersleben in eine Landgemeinde umgewandelt. Das Gut war eine preußische Staatsdomäne mit 455 ha, die verpachtet war. 1932 wurde auf der Domäne ein Herrenhaus gebaut. Das Gut befindet sich heute in Privatbesitz.
Am 1. Juli 1950 wurde Tundersleben in Nordgermersleben eingemeindet.
Das Dorf gehörte bis zum 1. September 2010 zur ehemaligen Gemeinde Nordgermersleben. Zum 1. September 2010 wurde die Einheitsgemeinde Hohe Börde, aus der ehemaligen Verwaltungsgemeinschaft Hohe Börde, durch freiwilligen Zusammenschluss fast aller ehemaligen Mitgliedsgemeinden gegründet.

## Wirtschaft und Infrastruktur

### Wirtschaft
Im Ort befindet sich eine Kartoffelaufbereitungsanlage.

### Verkehrsanbindung
Durch Tundersleben verläuft die Bundesstraße 1, rund 500 Meter südlich die Bundesautobahn 2.

## Persönlichkeiten
In Tundersleben geboren wurde Marie Becker, geborene Eggeling (1872–1959) die als Berliner Droschkenkönigin bekannt wurde. Im Jahr 1911 schenkte sie Tundersleben eine neue Schule.